# Max Rudeloff
Max Rudeloff (Hinrichshagen, 23 de outubro de 1857 – Charlottenburg, 18 de julho de 1929) foi um engenheiro alemão. Foi professor de ciência dos materiais e diretor do Departamento de Pesquisa e Teste de Materiais em Berlim.

## Condecorações
Recebeu em 25 de novembro de 1918 um doutorado honoris causa em engenharia da Universidade de Karlsruhe pelo conjunto de sua obra.

## Obras
- Max Rudeloff: Untersuchungen von Eisenbetonsäulen mit verschiedenartiger Querbewehrung, Berlin 1914
- Max Rudeloff: Untersuchungen von Eisenbetonsäulen mit verschiedenartiger Querbewehrung, Berlin 1914
- Max Rudeloff: Der Einfluß der Nietlöcher auf die Längenänderung von Zugstäben und die Spannungsverteilung in ihnen, Berlin 1915
- Max Gary, Max Rudeloff: Probebelastung von Decken, Berlin 1915
- Max Gary, Max Rudeloff: Eigenschaften von Stampfbeton, Berlin 1917
- Max Rudeloff: Das Verhältnis zwischen den Dehnungen von Zugproben mit den Messlängen l=5 d und l=10 d bei sonst gleichen Abmessungen und aus demselben , Berlin 1919
- Max Rudeloff: Versuche zur Prüfung und Abnahme der 3000 t-Maschine, Berlin 1920
- Max Rudeloff: Versuche mit Anschlüssen steifer Stäbe, Berlin 1921
- Max Rudeloff: Ein Beitrag zur Prüfung von Treibriemen, Berlin 1929